# Цусёго
Цусёго (яп. 通称号 цу:сё:го:, «код вызова») — система кодирования и наименования формирований Императорской армии Японии во время Второй мировой войны.

## Принцип
Каждый код «цусёго» состоял из кода подразделения (яп. 兵団文字符 хэйдан-модзифу) и кода номера (яп. 通称番号 цу:сё-банго:). Код подразделения состоял обычно из одного кандзи, хотя в конце войны у подразделения стали появляться коды из двух кандзи. Немобилизованным частям присваивались коды по размещению, например, восток (яп. 東部 то:бу) для входивших в Восточную армию. Числовой код состоял из трёх-пяти цифр, уникальных для каждого отряда.

### Хэйдан-модзифу
Код подразделения, или хэйдан-модзифу, всегда изображался в виде иероглифов: им обозначались армии, дивизии, отдельные смешанные бригады или крупные соединения кораблей. Все подразделения дивизии обязательно носили хэйдан-модзифу в своём цусёго-наименовании. Подразделения, не подчинявшиеся дивизии, носили хэйдан-модзифу более крупного формирования, к которому относились. Хэйдан-модзифу подразделения не менялся до тех пор, пока оно было в составе той дивизии, по которой оно и было названо, а в случае перехода под командование другой дивизии получало новое имя. Одним из примеров является транспортное подразделение 18-й армии, у которого хэйдан-модзифу «Мо» (яп. 猛, ярость) изменилось после перехода в 15-ю армию на «Хаяси» (яп. 林, роща).
Примерами хэйдан-модзифу являются «Гора» (5-я армия), «Потомок» (33-я армия), «Нефрит» (1-я дивизия), «Кедр» 8-я дивизия), «Праздник» (15-я дивизия), «Болото» (38-я дивизия), «Атака» (2-я танковая дивизия), «1RD» (1-я воздушно-штурмовая дивизия).

### Цусё-банго
Номер подразделения, или цусё-банго, состоял из трёх, четырёх или пяти арабских цифр. Все дивизии, в том числе и нёсшие гарнизонную службу, получили свой номер. Номер присваивался дивизиям, полкам, подразделениям связи и медицинской службы, полевым госпиталям, отдельным батальонам, ротам и взводам, но, в отличие от хэйдан-модзифу, не менялся никогда. Проблемой было наименование подразделений в Маньчжурии, которым для использования присваивали частично трёхзначные и четырёхзначные номера; позже им предоставили двух- и трёхзначные номера, а большей части подразделений присвоили обозначение «М» (Маньчжурия). После вывода маньчжурских подразделений им дали новые номера: четырёх- или пятизначные.

## Образцы
116-я дивизия по системе цусёго имела код подразделения «Буря» (яп. 嵐 араси), номерами обозначались ещё следующие полки:
- Араси 6212 — 120-й пехотный полк
- Араси 6213 — 109-й пехотный полк
- Араси 6214 — 133-й пехотный полк
- Араси 6222 — 122-й полк полевой артиллерии
- Араси 6225 — 116-й строительный полк
- Араси 6227 — 116-й транспортный полк

Для 33-й пехотной дивизии кодом подразделения было «Юми» (лук), подразделения нумеровались следующим образом:
| Подразделение                | Код цусёго |
| ---------------------------- | ---------- |
| 33-я дивизия                 | Юми 6820   |
| 216-й пехотный полк          | Юми 6842   |
| 217-й пехотный полк          | Юми 6843   |
| 218-й пехотный полк          | Юми 6844   |
| 33-й разведывательный полк   | Юми 6845   |
| 33-й полк полевой артиллерии | Юми 6846   |
| 33-й сапёрный полк           | Юми 6847   |
| 33-й полк связи              | Юми 6848   |
| 33-й транспортный полк       | Юми 6849   |

Ещё один пример — Отряд 731, носивший код «Мансю 731» — «Маньчжурия» (яп. 満州 мансю:). Это наименование присваивалось некоторым частям Квантунской армии.